# Janice Galloway
Pour les articles homonymes, voir Galloway (homonymie).
Janice Galloway, née le 2 décembre 1955 à Saltcoats en Écosse, est une romancière, histoires courtes, prose - poésie, non-fiction et libretti.

## Biographie
Née en 1955, elle est la deuxième fille de James Galloway et de Janet Clark McBride. Ses parents se sont séparés quand elle avait quatre ans et son père est mort quand elle avait six ans. Sa sœur Nora, âgée de seize ans de plus, est morte en 2000 d'une maladie liée au tabagisme. Elle effectue des études de musique et d'anglais à l'université de Glasgow.
Puis elle enseigne en école primaire, avant de se consacrer à l'écriture, créant des romans, des nouvelles, des séries radiographiques ou encore des livrets d'opéra , et d'autres travaux encore (elle écrit ainsi des textes accompagnant des expositions d'une artiste écossaise, Anne Bevan (en), et participe également à une série radiographique consacrée à une autre écrivaine écossaise, Muriel Spark),. Elle enseigne également l'écriture à la Faber Academy de Glasgow.

## Œuvres

### Romans
- The Trick is to Keep Breathing (1989)
- Foreign Parts (1994)
- Clara (2002) (basé sur la vie de Clara Schumann)

### Collections d'histoires courtes
- Blood (1991)
- Where You Find It (1996)
- Collected Stories (2009)
- Jellyfish (2015, Freight Books)

### Poésie
- Boy Book See (2002)

### Autres textes
- Chute (1998, French play/monologue commandité by The Traverse Theatre)
- Pipelines (2000, poésies et proses pour accompagner une exposition d'Anne Bevan "undercovered")
- Monster (2002, opera libretto for Sally Beamish and Scottish Opera)
- Rosengarten (2004, un ouvrage de poésie et de proses, associés à des images d'instruments obstétricaux par Anne Bevan : machinerie médicale utilisée dans des accouchements difficiles)[3]
- This is Not About Me', «roman véridique», classé par l'éditeur dans la catégorie «mémoires»)